# Sessea regnellii
Sessea regnellii là loài thực vật có hoa trong họ Cà. Loài này được Taub. miêu tả khoa học đầu tiên năm 1893.